# لنی واینریب
لنی واینریب (انگلیسی: Lennie Weinrib؛ ‏ ۲۹ آوریل ۱۹۳۵ – ۲۸ ژوئن ۲۰۰۶) نویسنده، کمدین، بازیگر و صداپیشه اهل ایالات متحده آمریکا بود. وی بین سال‌های ۱۹۵۸ تا ۲۰۰۶ میلادی فعالیت می‌کرد.
از فیلم‌ها یا مجموعه‌های تلویزیونی که وی در آن‌ها نقش داشته‌است، می‌توان به کشتی تفریحی هیجان‌انگیز یوگی، قوی‌ترین مرد جهان و شیطون‌های کوچولو اشاره نمود.